# GOOD ON THE REEL
GOOD ON THE REEL（グッドオンザリール）は、日本のロックバンド。

## メンバー
- 千野 隆尋（ちの たかひろ、1986年8月10日（38歳）、A型） - ボーカル。愛称は千野ちゃん。

茨城県古河市出身。茨城県立総和高等学校卒業。ほとんどの曲の作詞、一部の曲の作曲を手掛けている。小学生の頃から父親のギターを触っており、中学で先輩に誘われギタリストとしてバンド活動をはじめる。小学校ではサッカー部の副キャプテン、中学ではバスケ部の副キャプテン、高校では生徒会の副会長を務めた。専門学校在学中、はじめて岡﨑と一緒にカラオケに行った際、ELLEGARDENの楽曲と、セリーヌ・ディオンの「マイ・ハート・ウィル・ゴー・オン」を原曲キーで歌った。ハンドマイクで大きく手を伸ばして歌うパフォーマンスは、アルカラのボーカル&ギター・稲村太佑や、BYEE the ROUNDのベース・オオイユウスケなどの先輩バンドマンにしばしばモノマネされる。ラックライフの「World is you Release Tour LIVE DVD」には、千野が弾き語りで、さだまさしや森山直太朗のモノマネをしている楽屋風景が収録されている。ファーストシングル収録曲『夏の大三角』の歌詞に登場する「さゆりちゃん」と「かずきくん」は実在する千野の幼なじみである。マンガはあまり読まないが、松本大洋の作品だけは、すべて買い揃えるほどの大ファンである。ラジオ出演時「インディーズで既に音楽だけで生計を立てられていたので、メジャーデビューに対する憧れはなかった」と語っている。
- 岡﨑 広平 （おかざき こうへい、1986年12月23日（38歳））- リードギター、コーラス。ライブでの立ち位置は向かって右。

千葉県木更津市出身。千葉県立袖ヶ浦高等学校卒業。2013年頃まで告知関連のMCを担当していた。愛器は白いジャズマスターで、歴代のメインギターもほとんどがジャズマスターである。アンプはHIWATT DR103 を使用しており、白いヘッドに合わせ、キャビネットのグリルネットも白に張り替えている。イラストが得意で、特にメンバーをキャラクター化したイラストはファンの間でも人気があり、グッズのデザインとしても起用されている。2015年11月扁桃周囲膿瘍を患いキャンペーン先の札幌で扁桃腺を切除した。スターウォーズが好き。
- 宇佐美 友啓（うさみ ともひろ、1988年1月12日（37歳）、A型） - ベース。

神奈川県横浜市出身。神奈川県立旭高等学校卒業。身長173センチ。ツイッターの投稿頻度が高く、indigo la Endのギター・長田カーティスとTHURSDAY'S YOUTH(ex.Suck a Stew Dry)のボーカル&ギター・篠山浩生と3人で「ツイッター大好きバンドマンのオフ会」(通称、Twitterバンドマン会)を不定期で開催していた。2012年には、スペースシャワーTVの音楽SNS mobにて「うさみのボーイズトーク」というリレー対談企画動画を配信していた。2014年からライブのMCを担当している。サラサラヘアがトレードマークで、シャンプーはMoeMoeを愛用。2015年9月より、公式アプリ内のラジオを担当しており、メンバーのみで配信するLINE LIVEでは進行役を担っている。

### 元メンバー
- 伊丸岡 亮太（いまるおか りょうた、1987年1月3日 - 2024年1月20日（37歳没）[1]、O型） - リズムギター、コーラス。ライブでの立ち位置は向かって左。

青森県北津軽郡出身、愛知県名古屋市育ち。作曲、一部の曲の作詞を担当。ボーカルレコーディングのディレクションも務める。カメラが趣味でニコン F70を使用。無類の猫好きである。プライベートではメガネをかけていることが多い。上京直後は、千野とルームシェアしており、以降8年で十回以上引っ越ししている。友人宅に居候したり、知らない人とルームシェアをしていたこともある。当初は千野が書いた歌詞に合わせて曲を書いていたが、メジャーデビュー後は、伊丸岡が先に作曲し、千野がメロディーに合わせて詞を書くことが増えた。雨のパレードのファンであり、カラオケでもよく歌う。
2023年3月、体調不良のためグループを脱退。
2024年1月20日に死去したことが、同月24日に発表された。
- 高橋 誠（たかはし まこと、1986年4月7日（39歳）、O型） - ドラムス。リーダー。

神奈川県厚木市出身。神奈川県立厚木東高等学校卒業。NOBLE＆COOLEYのドラムセットを使用。お腹が弱い。愛称はまこつ、まこ、校長先生。中学時代は体操部に所属していた。2016年、ライブ中、伊丸岡に「MCが校長先生みたい」と指摘されてから、ファンの間でも校長先生と呼ばれるようになった。俳優の池田大は高校の先輩であり現在も親交がある。
2023年3月18日・19日開催の「HAVE A “GOOD” NIGHT vol.122-125 〜HAVE A "GOOD" LIFE〜」渋谷Spotify O-Crest公演をもって脱退。

## 来歴
2005年
- 4月、専門学校ESPミュージカルアカデミーでメンバーが出会う。
- バンド結成前から千野と伊丸岡で楽曲制作を行っていた。

2006年
- 3月、伊丸岡と岡﨑を中心に結成。
- 英会話のテレビ番組で紹介された「〜ON THE REEL」で「〜な感じ」という意味のイディオムから「GOOD ON THE REEL」にしたら「なんか、良い感じ」になるのでは？と千野、伊丸岡、岡﨑で命名。
- メンバーの音楽の趣味がバラバラで、コピーするアーティストが決められず、はじめからオリジナルをやっていた。

2025年
- 4月14日、2025年9月までのライブツアーをもって活動休止することを発表した。

## ディスコグラフィ

### 参加作品
| 発売日         | 収録先                                                                                   | 収録曲   | 補足  |
| -------------- | ---------------------------------------------------------------------------------------- | -------- | ----- |
| 2015年12月23日 | スピッツトリビュートアルバム「JUST LIKE HONEY 〜『ハチミツ』20th Anniversary Tribute〜」 | Y        | [ 3 ] |
| 2017年9月6日   | Plastic Tree Tribute〜Transparent Branches〜                                             | 空白の日 | [ 4 ] |

## ミュージックビデオ
| 公開日     | 監督             | 曲名                     | 備考 |
| ---------- | ---------------- | ------------------------ | ---- |
| 2011/07/13 | 近藤寛史         | 夕映                     |      |
| 2011/08/01 | 近藤寛史         | 2月のセプテンバー        |      |
| 2012/04/13 | 近藤寛史         | コワシテ                 |      |
| 2012/11/20 | 近藤寛史         | 第三質問期               |      |
| 2013/06/28 | 近藤寛史         | 素晴らしき今日の始まり   |      |
| 2013/08/20 | 近藤寛史         | 花                       |      |
| 2014/03/31 | 近藤寛史         | 存在証明書               |      |
| 2014/11/27 | 近藤寛史         | 水中都市                 |      |
| 2015/05/07 | 近藤寛史         | 夜にだけ                 |      |
| 2015/12/01 | 大野敏嗣         | つぼみ                   |      |
| 2015/12/02 | 大野敏嗣         | サーチライト(60sec ver.) |      |
| 2016/07/05 | 青木亮二         | 雨天決行                 |      |
| 2017/02/07 | 加登屋寛         | 小さな部屋               |      |
| 2017/08/21 |                  | 灯火 グアナコの行進 ver. |      |
| 2017/09/22 | 千野隆尋         | 私へ (イメージビデオ)    |      |
| 2017/12/22 | GOOD ON THE REEL | モラトリアム             |      |
| 2019/09/03 | takaya ohata     | ハッピーエンド           |      |
| 2019/09/10 | 青木亮二         | YOU & I                  |      |

## タイアップ
| 曲名         | タイアップ                                                                   |
| ------------ | ---------------------------------------------------------------------------- |
| サーチライト | MBS・TBSドラマ『監獄学園-プリズンスクール-』エンディングテーマ。             |
| つぼみ       | TBS『CDTV』2015年12月度エンディングテーマ                                    |
| 小さな部屋   | MBS・TBSドラマ『ホクサイと飯さえあれば』エンディングテーマ                   |
| 背中合わせ   | 映画『酔うと化け物になる父がつらい』主題歌                                   |
| 禁断の果実   | 映画『酔うと化け物になる父がつらい』挿入歌                                   |
| YOU＆I       | ドラマ『コーヒー&バニラ』オープニング主題歌                                  |
| あとさき     | ドラマ『左ききのエレン』エンディングテーマ                                   |
| ノーゲーム   | ドラマ特区『俺たちはあぶなくない〜クールにさぼる刑事たち』オープニングテーマ |
| SUNRISE      | ドラマイズム『トーキョー製麺所』オープニング主題歌                           |
| 0            | アニメ『エスタブライフ グレイトエスケープ』エンディングテーマ                |

## 配信
スペースシャワーTV音楽SNS mob「うさみのボーイズトーク」
MCの宇佐美が親交のあるミュージシャンをゲストに招き、対談をするトーク番組。2012年10月〜12月、毎週配信されていた。全10回。
- 歴代ゲスト
  - 第一回 ゲストなし
  - 第二回 Indigo la End Vo.&Gt.川谷絵音
  - 第三回 ircle Vo.&Gt.河内健悟
  - 第四回 アルカラ Ba.下上貴弘
  - 第五回 グッドモーニングアメリカ Gt.渡邊幸一
  - 第六回 Liaroid Cinema Vo.矢田貝年朗(単身大阪ロケ)
  - 第七回 Dirty Old Men(現MAGIC OF LiFE) Vo.高津戸信幸
  - 第八回 SAKANAMON Ba.森野光晴
  - 第九回 セカイイチ Ba.泉健太郎(2013年に脱退)
  - 第十回 GOOD ON THE REEL Gt.伊丸岡、岡﨑

2016年5月11日午後9時から「LINE　LIVE」で生配信